# Église de Luumäki
L’église de Luumäki (finnois : Luumäen kirkko) est une église luthérienne située à Luumäki  en Finlande,.

## Description
Les plans sont tracés par Anders Fredrik Granstedt en 1833.
Ils sont conformes à ceux que Carl Ludvig Engel a conçus pour l'Église d'Alajärvi.
l'église est inaugurée en 1845.
Le clocher est construit en 1876.
L'église est rénovée en 1911 selon les plans de Ilmari Launis. 
Entre-autres modifications, on enlève le balcon placé au-dessus de l'autel. 
L'aspect actuel de l'édifice résulte de cette rénovation.
Les travaux de restauration de 1971 ont été conduits par Ensio Louhiluoto.
Le retable est peint en 1929 par Martta Helminen.
L’orgue à 24 jeux a été livrée en 1908 par la fabrique d'orgues de Kangasala.
Le président Pehr Evind Svinhufvud est inhumé dans le cimetière de l'église de  Luumäki.